# 国鉄マニ44形客車

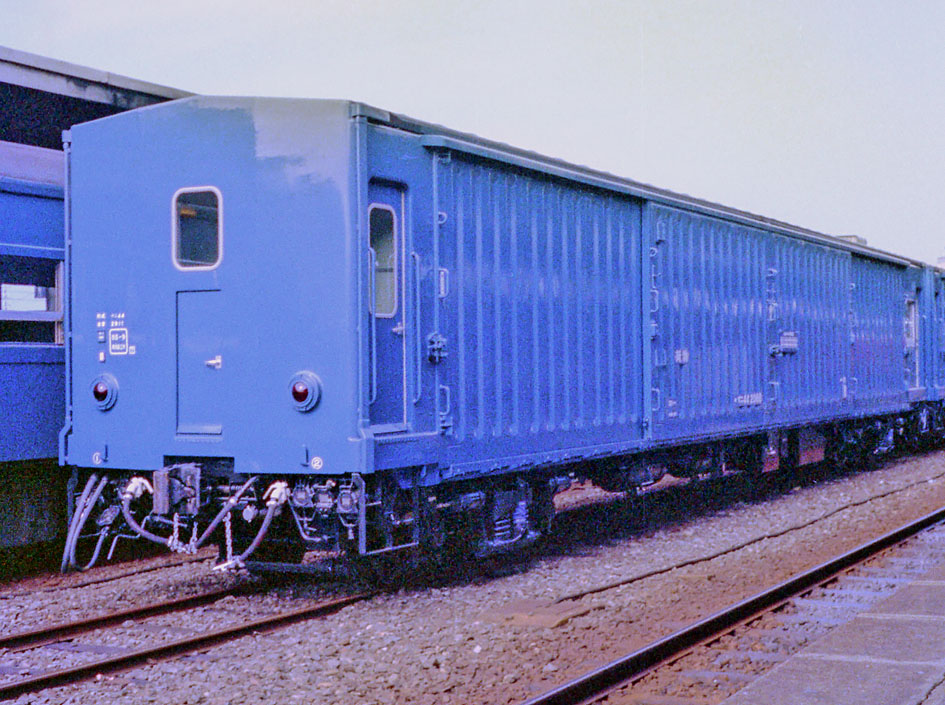
国鉄 マニ44形客車

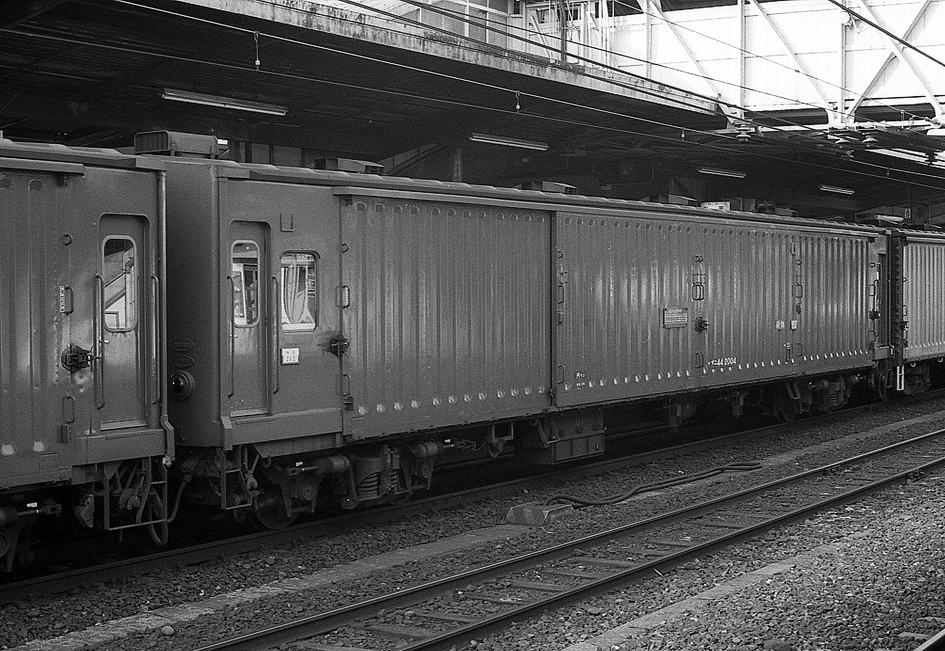
国鉄 マニ44 2004

マニ44形は、日本国有鉄道（国鉄）が1978年（昭和53年）から製作したパレット輸送用の客車（荷物車）である。
本項では、同形式を東海旅客鉄道（JR東海）がトロッコ列車用に改造したオハフ17形についても述べる。

## 概要
鉄道小荷物輸送のパレチゼーション推進および老朽化したマニ60形・マニ36形など置き換えを目的として、1983年（昭和58年）までに161両 (2001 - 2161) が新潟鐵工所および富士重工業で製造された。ロールボックスパレット輸送対応車の新たな標準形式として短期間に大量に製作され、旧形荷物車を淘汰しつつ、荷物列車・旅客列車への併結など広汎に使用されたものの、荷物輸送の終了によって殆どと云える145両が製造から4～8年で廃車された。

## 構造
従来より使用されてきたパレット輸送用荷物車スニ40形・スニ41形を基に、車体長を19,500 mmに大型化した形態である。屋根はワム80000形貨車などに類似するプレス加工鋼板製の角型形状で、アルミ板のプレス加工品を用いた4分割の荷物扉を側面に設ける。荷役作業効率化のため荷物扉は総開き構造になっており、荷物室部分の側面はすべて扉である。荷物室部分の側窓はない。こうした構造であることから、車体の強度を保持するため、台枠中梁は中央部分の高さを増した魚腹構造となっている。
車体の前後には業務用扉・業務用室・車掌室を設け、後位側面の車掌室に1段上昇式の側窓がある。妻面は3面折妻構造で、左右下部に左右1対の標識灯、中央上部にHゴム固定の小窓を、中央下部に隣車との往来に使用する「くぐり戸」を設ける。一般的な旅客車両が設ける貫通路はもたない。室内の換気用として、屋根上にガーランド形通風器を4基、車掌室屋根上に角型（押込型）通風器を1基設置する。外部塗色は、扉・屋根部も含めた車体全体を青15号（濃青色）としている。
室内はパレットを固定する脱着式の横棒が設置され、天井には作業灯を設ける。パレットの積卸を容易にするため、床面は従来荷物車のスノコ様構造を廃し平床とされた。荷重は 17 t で、国鉄標準仕様のB形パレットを24個積載可能である。
台車は新規設計のTR232形で、50系客車用のTR230形を基に軸ばね改良・ブレーキシリンダの台車枠側面設置などの変更がなされた。ブレーキ装置はCL方式（応荷重増圧装置付）自動ブレーキを搭載する。
列車暖房装置は蒸気暖房と電気暖房を併設し、全車が2000番台の車両番号を与えられた。

## 運用
| 「カートレイン名古屋」用改造車 |  | 「トロッコファミリー号」用オハフ17 1 |
| 「カートレイン名古屋」用改造車 |  | 「トロッコファミリー号」用オハフ17 1 |

製作当初より国鉄各線区の荷物列車で使用されたほか、一部には旅客列車に併結され新聞・雑誌輸送などにも使用された。しかし、1986年11月1日国鉄ダイヤ改正で小荷物輸送が全面廃止されると本形式は用途がなくなり、大部分の車両は全般検査を1度も受けることなく廃車された。
JRへの承継車両は16両（2025 - 2030，2047，2050，2054，2151，2152，2154 - 2158）のみで、JR東海のみが承継した。「カートレイン名古屋」（熱田 - 東小倉）用にジョイフルトレイン『ユーロライナー』と塗装を揃えた4両ずつを連結し、乗用車輸送車両として使用された。その後、『トロッコファミリー号』向けオハフ17形へ改造された2両以外は1996年までに廃車され、本形式は形式消滅している。

## オハフ17形
『トロッコファミリー号』の乗車定員増を図るため、1993年と1996年に1両ずつ改造された。
1号車は片側のみ貫通構造、11号車は車端部が両方とも貫通構造と違いがある。
最初に登場した1号車は赤に黄帯の塗装であったが、1996年の11号車は青をベースに窓まわりクリーム色とし、腰板に金色で"CENTRAL JAPAN RAILWAY"のロゴを描いたものに変更され、2両とも塗装が統一された。
形式の“17”は車両の性能（形式通りなら軽量客車の2軸ボギー台車）を示すものではなく、伊那地方を走行することから決められたものである。

オハフ17形への改造に係る番号の新旧対照を以下に記す。これらも2006年（平成18年）にトロッコファミリー号が廃止されると運用を離脱し、2007年（平成19年）11月5日付で廃車となった。
- マニ44 2158 → オハフ17 1 (1993/1/29)
- マニ44 2157 → オハフ17 11 (1996/2/21)